# Fabio Capello
Fabio Capello (ur. 18 czerwca 1946 w San Canzian d’Isonzo) – włoski piłkarz, który grał na pozycji pomocnika, trener piłkarski, komentator telewizji Fox Sports Italia.

## Kariera
Jako zawodnik występował na pozycji rozgrywającego. Grał między innymi w Juventusie i Milanie. W barwach Juventusu występował dwukrotnie w finałach rozgrywek europejskich, ale nie udało mu się zdobyć żadnego trofeum; finał Pucharu Miast Targowych (późniejszy Puchar UEFA) w 1971 Juventus przegrał z Leeds United, a finał Pucharu Mistrzów (późniejsza Liga Mistrzów) w 1973 roku – z Ajaksem. Capello grał również w reprezentacji narodowej. Był w szerokiej kadrze przygotowującej się do finałów mistrzostw świata w 1970, ale ostatecznie na turniej do Meksyku nie pojechał. Wystąpił w kolejnych finałach w Niemczech (1974), strzelił bramkę Polakom, ale Włosi odpadli już na etapie rozgrywek grupowych.
Po zakończeniu kariery zawodniczej został trenerem. Odniósł szereg sukcesów z drużynami klubowymi, Milan doprowadził do trzech finałów Pucharu Mistrzów (w tym zwycięskiego w 1994) oraz zdobycia Superpucharu Europy (1994), z Realem Madryt zdobył w 1997 mistrzostwo Hiszpanii, z Romą mistrzostwo Włoch. W sezonie 2004/2005 został szkoleniowcem Juventusu, gdzie po dwóch sezonach miał na swoim koncie kolejne dwa mistrzostwa kraju. W sezonie 2006/2007 przeniósł się do Realu Madryt.
Choć krytykowany za bezbarwną grę swojej ekipy, wywalczył z drużyną Królewskich 30. tytuł mistrza Hiszpanii. Mimo to 28 czerwca 2007 został zwolniony.
W grudniu 2007 roku Fabio Capello otrzymał nominację na stanowisko trenera reprezentacji Anglii, które objął w styczniu roku następnego. Zakwalifikował się z nią do mistrzostw świata w 2010 roku i mistrzostw Europy w 2012 roku. 8 lutego 2012 roku, na cztery miesiące przed rozpoczęciem mistrzostw Europy w Polsce i na Ukrainie zrezygnował z posady trenera reprezentacji Anglii. Wcześniej Capello skrytykował decyzje federacji piłkarskiej o odebraniu opaski kapitana Johna Terry’ego. 16 lipca 2012 został trenerem reprezentacji Rosji.
W 2013 rozpoczął też pracę, jako komentator telewizji Fox Sports Italia.
14 lipca 2015 przestał być selekcjonerem reprezentacji Rosji. Umowę rozwiązano za porozumieniem stron.
W czerwcu 2017 został trenerem chińskiego Jiangsu Suning.

## Osiągnięcia

### Zawodnik
AS Roma
- Puchar Włoch: 1968/69

Juventus F.C.
- Mistrzostwo Włoch: 1971/72, 1972/73, 1974/75

A.C. Milan
- Mistrzostwo Włoch: 1978/79
- Puchar Włoch: 1976/77

### Trener
A.C. Milan
- Mistrzostwo Włoch: 1991/92, 1992/93, 1993/94, 1995/96
- Superpuchar Włoch: 1992, 1993, 1994
- Liga Mistrzów: 1993/94
- Superpuchar Europy: 1994
- Finał Ligi Mistrzów: 1992/93, 1994/95

Real Madryt
- Mistrzostwo Hiszpanii: 1996/97, 2006/07

AS Roma
- Mistrzostwo Włoch: 2000/01
- Superpuchar Włoch: 2001

Indywidualne
- Najlepszy trener Serie A: 2005
- Najlepszy trener świata według stacji BBC: 2009
- Najlepszy sportowiec wg gazety „Marca”: 2011